# Santuario Nacional de María Auxiliadora (Montevideo)
La Parroquia y Santuario de María Auxiliadora es una iglesia católica uruguaya dedicada a María Auxilio de los Cristianos, en la zona originalmente conocida como Villa Colón. Pertenece a la Conferencia Episcopal del Uruguay y a la arquidiócesis de Montevideo, confiada por esta a los Salesianos de Don Bosco.

## Historia
Mucho antes de la creación de este templo y de la llegada de los salesianos al Uruguay, el educador y sacerdote Juan Bosco le comunica al primer Obispo de Montevideo Jacinto Vera mediante cartas que:
“Un puñado de mis hijos salesianos va a Montevideo para iniciar el Colegio Pío, fundado por la caridad y el celo de Vuestra Exceelencia”.
Con la llegada de los salesianos al Uruguay,  se concretarían las intenciones de Juan Bosco, un grupo de trece salesianos comenzarían a construir un colegio en la localidad de Villa Colón, éste recibió la denominación de Pío IX, en homenaje al papa Pío IX.
La construcción a cargo de Federico Newman, finalmente es inaugurada el 2 de febrero de 1877 con la participación del vicario apostólico y del ministro de Gobierno el Colegio Pío IX y el complejo religioso son inaugurados, este último es consagrado como Santa Rosa de Lima, pero en 1888 recibe el nombre de Santuario Votivo Nacional de María Auxiliadora y el 14 de diciembre de 1901 es bendecida por el Arzobispo de Montevideo Mariano Soler. Es consagrada oficialmente recién el 2 de febrero de 1978, coincidiendo con el aniversario de su inauguración por el Obispo Andrés Rubio.
Este templo y santuario, es el primero en Uruguay y en Montevideo dedicado a María Auxiliadora. Existen otras seis parroquias, como la Parroquia de María Auxiliadora el barrio de Pocitos y  en otras ciudades del interior del país, como Casupa, Vichadero, Castillos  dedicados a María Auxiliadora.